# تاوولایا
تاوولایا (به ایتالیایی: Tavolaia) یک منطقهٔ مسکونی در ایتالیا است که در سانتا ماریا ا مونته واقع شده‌است. تاوولایا ۶۷ نفر جمعیت دارد و ۲۴ متر بالاتر از سطح دریا واقع شده‌است.